# あんもないと号

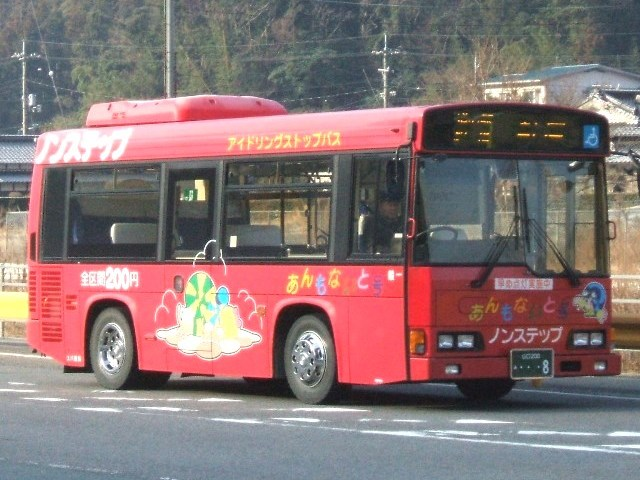
あんもないと号

あんもないと号は山口県美祢市で運行されているコミュニティバス。

## 概要
1999年（平成11年）10月1日、美祢市立病院前 - 美祢駅 - 道の駅おふく間（現在の「美祢駅～上宗済線」の一部）で運行開始。愛称は美祢市がアンモナイトをはじめとする様々な化石が発掘される地であることに由来する。運行は船木鉄道（船鉄バス）に委託されており、専用の小型バスが用いられている。
その後、美祢市の合併や美祢市内の一般路線バスが廃止になった路線を引き受ける形で路線を拡充させている。運行上の拠点は美祢駅で、一部便が美祢市立病院を発着するダイヤとなっている。
料金は全区間大人200円、子供100円均一。一部区間はフリー乗降制採用。

## コース
市内主要幹線
- 美祢市立病院 - 美祢駅 - 国行 - 伊佐 - 北川 - 岩永 - 旦 - 秋吉 - 秋芳洞 - 美東病院 - 大田中央
  - JRバス中国秋吉線およびサンデン交通の一部廃止を受けて2018年10月1日に新設。秋吉・秋芳洞発着便は防長交通・中国ジェイアールバスとの乗り継ぎ制度あり
  - 土曜・休日は全便美祢駅発着、美東病院通過。

美祢駅～上宗済線
- 美祢市立病院 - 美祢駅 - 美祢青嶺高校前 - 重安駅前 - 道の駅おふく - 上宗済
  - 土曜・休日は道の駅おふく - 上宗済間運休。

堀越・根越線
- 美祢市立病院 - 美祢駅 - 国行 - 伊佐 - 北川 - 大岩郷口 - 堀越 - 二ツ道祖（宇部市）
- 美祢市立病院 - 美祢駅 - 国行 - 伊佐 - 北川 - 大岩郷口 - 堀越 - 根越
  - 土曜・休日は堀越 - 根越間運休。

杉谷線
- 美祢市立病院 - 美祢駅 - 国行 - 伊佐小学校前 - 北川 - 温水プール - 河原町 - 下曽原 - 杉谷
  - 土曜・休日運休。

その他
- 美祢市立病院 - 美祢駅 - 美祢青嶺高校 - 重安駅前 - 金山 - 道の駅おふく - 三軒屋 - 嘉万天神前 - 秋吉 - 秋芳洞 - 美東病院 - 大田中央
- 美祢市立病院 - 美祢駅 - 美祢青嶺高校 - 国行 - 伊佐中学校前 - 北川 - 岩永 - 旦 - 秋吉 - 秋芳洞 - 美東病院 - 大田中央
  - 共に土曜・休日運休。

### 過去の路線
いずれも予約制の乗合タクシー「のりあいジオタクシー」に移管または廃止されている。
- 美祢市立病院前 - 美祢駅 - 南大嶺駅 - 大嶺駅 - 上麦川 - 白岩 - 石柱渓
- 美祢市立病院前 - 美祢駅 - 南大嶺駅 - 大嶺駅 - 上麦川 - 荒川
- 山東 - 嘉万天神前 - 秋吉 - 秋芳洞
- 柏木 - 嘉万天神前 - 秋吉 - 秋芳洞
- 山東 - 嘉万天神前 - 柏木